# パチンコ - Pachinko
『パチンコ（PACHINKO）』は、マンハッタンを拠点とする韓国系アメリカ人の作家・ジャーナリストのミン・ジン・リーによる同名の小説に基づいて、スー・ヒューが制作したアメリカのドラマテレビシリーズ。シリーズはコゴナダとジャスティン・チョンが監督し、ユン・ヨジョン、イ・ミンホ、キム・ミンハ、ジン・ハが主演。2022年3月25日にApple TV+で初公開された。2022年4月、シーズン2の制作が決定した。

## あらすじ
1910年代、日本統治下の韓国で育ち、その後祖国を離れた女性ソンジャを中心に、韓国系移民の人生を4世代にわたり描く。

## キャスト

### メイン
キム・ソンジャ → ベク・ソンジャ／坂東伸子（ばんどう のぶこ）
演 - ユン・ヨジョン（老年）、キム・ミンハ（青春〜成年期）、ユナ（少女）
主人公。韓国、釜山の影島区出身の韓国人女性。
ベク・モーザス／坂藤猛者主（ばんどう もうじゃす）
演 - ソウジ・アライ
ソンジャの次男
ベク・ソロモン
演 - ジン・ハ（成年）、ユン・キョンホ（少年）
モーザスの息子
ベク・ヨゼフ
演 - ハン・ジュンウ
ソンジャの義兄、ベク・イサクの兄。
ヤンジン
演 - ジョン・インジ
キム・ソンジャの母親
キョンヒ／板東公子（ばんどう きみこ）
演 - チョン・ウンチェ（成年）、フェリーチェ・チョイ（老年）
ベク・ヨゼフの妻
コ・ハンス
演 - イ・ミンホ
済州出身の在日韓国人、ソンジャの彼。
悦子
演 - 南果歩
モーザスの彼女
ベク・イサク
演 - ノ・サンヒョン
ソンジャの夫、ヨゼフの弟、モーザスの父。
直美（ナオミ）
演 - アンナ・サワイ
ソロモンの同僚
トム・アンドリュース
演 - ジミ・シンプソン
東京でのソロモンの上司

### リカーリング
吉井守（よしい まもる）
演 - ルイ・オザワ

ハン・グムジャ
演 - パク・ヘジン

有本（ありもと）
演 - いのうえ たかひろ

安倍将（あべ かつ）
演 - 牧良夫（まき よしお）

アンジェロ
演 - マーティン・マルティネス

哲也（てつや）
演 - すぎもと りょたろ（成年）、しょうみん だかたで（少年）

ハナ
演 - 山本真理（やまもと まり）（成年）、ジョン・イェビン（少女）
悦子の娘
ごと
演 - ヒロ・カナガワ
モーザスの友達

### ゲスト
シン・ボクヒ（老年）
演 - キム・ヨンオク
ソンジャの友達
戸戸山春樹（ととやま はるき）
演 - 武田裕光
モーザスの友達
医者
演 - 神田瀧夢

コ・ジョンユル
演 - チョン・ウンイン
ハンスの父
ホームズ夫人
演 - ケリー・クヌーペ
ハンスの雇用主
アンドリュー・ホームズ
演 - ジミー・ベネット
ホームズ夫人の息子
ホームズさん
演 - ボブ・フレイザー
アンドリューの父
ベク・ノア
演 - パク・ジェジュン
ソンジャの長男、ハンスの息子
リョウイチ
演 - 山口貴史
ハンスの父の上司であるヤクザ。